# ولسوالی نرنگ
نرنگ  یکی از ولسوالیهای ولایت کنر در شمال خاوری افغانستان است. جمعیت این ناحیه نزدیک به ۲۷۹۳۷ نفر اعلام شده است. مردم این ولسوالی به زبان پشتو و فارسی صحبت می‌کنند، این ولسوالی در بخش مرکزی ولایت کنر افغانستان در جنوب اسدآباد واقع شده است. اطراف آن را کوه‌های بلند و رودخانه کنر احاطه کرده است. مرکز ولسوالی روستای کوز نارنگ در ارتفاع ۷۴۲ متری است.

## منبع‌ها
- مشارکت‌کنندگان ویکی‌پدیا. «Kunar Province». در دانشنامهٔ ویکی‌پدیای انگلیسی، بازبینی‌شده در ۲۱ بهمن ۱۳۹۰ خورشیدی.